# 야쿠트인
야쿠트인(러시아어: Якуты) 또는 사하인(야쿠트어: Саха)은 러시아 사하 공화국에 주로 살고 있는 튀르크계 민족이다.
언어는 튀르크어족에 속하는 야쿠트어를 쓴다. 야쿠트인은 원래 소수의 퉁구스계와 다수의 몽골계 민족 집단이며 투바인과 마찬가지로 튀르크의 오랜 지배하에 언어가 튀르크화되었다. 그래서 야쿠트어는 몽골어에 유래된 어휘가 많이 존재하며 소수의 퉁구스어도 존재한다. 19세기에 대부분이 러시아 정교회로 개종하였으나 여전히 샤머니즘 전통이 행하여지는 곳이 있다.

## 역사
야쿠트인의 조상 분파는 원래 몽골계 민족과 퉁구스계 민족이며 오랫동안 돌궐제국의 지배하에 있던 민족이였다. 중 바이칼 호수 부근에서 부랴트인 세력에 밀려나 길어야 500 ~ 1000년 전에 오늘날의 사하 지역에 진입하게 된 것으로 추정되고 있다. 본래 사하 지역에는 이들이 오기 전부터 사냥과 순록몰이로 생활하던 토착의 퉁구스족과 몽골족 그리고 고시베리아인들이 있었는데, 오늘날의 야쿠트인 민족집단을 형성하게 되었다.
현재의 사하 공화국을 러시아 차르국의 영토로 합병하여 모피 세금을 부과하게 된다. 1634년에서 1642년 사이에 몇 차례 야쿠트인은 한갈라스 씨족(야쿠트어: Хаҥалас улууһа)의 트근 다르한(야쿠트어: Тыгын Дархан)을 중심으로 반란을 일으켜 저항했으나 러시아에 의해 탄압되었다. 황금의 발견과 이후의 시베리아 철도 건설을 통해 더욱 많은 러시아인이 이주하여 1820년대에는 거의 모든 야쿠트인이 러시아 정교회로 개종하였다.
1918년 새로 출범한 러시아 소비에트 연방 사회주의 공화국 정부는 이 지역을 야쿠트 자치 소비에트 사회주의 공화국으로 명명했다. 소련의 붕괴 이후 러시아 연방 소속 사하 공화국(별칭 야쿠티야)이 설치되어 있다. 오늘날 사하 공화국 인구의 절반 정도가 야쿠트인이다.

## 같이 보기
- 사하 공화국
- 야쿠트어
- 트근 다르한(영어판) - 사하를 통일하여 부족 연맹을 창설한 한갈라스(Khangalas) 부족 추장이자 토욘.